# Гранульна піч
Гранульна піч — піч, що спалює паливні гранули для створення джерела тепла для житлових, а іноді і виробничих площ. За повільної подачі палива з контейнеру, вони створюють постійне полум'я, яке практично не вимагає фізичної праці.

## Переваги
Пелетні печі є відносно універсальними приладами. Більшість гранульних печей обладнані самозапаленням і управляються термостатом. Печі з автоматичним запалюванням можуть бути оснащені пультом дистанційного керування. Останні нововведення створили комп'ютерні системи в гранульних печах, які контролюють різні умови безпеки, а також може запустити діагностичні тести, якщо виникає проблема.
Гранули горять дуже чисто і створюють тільки тонкий шар золи як побічний продукт згоряння. Якість паливних гранул впливає на продуктивність і вихід золи. Гранули преміум-класу виробляють менше ніж на один відсоток зольності, в той час як стандартного або низького класу гранули виробляють в діапазоні від двох до чотирьох відсотків золи.